# Louis Garneau Sports
 (janvier 2021).
Si vous disposez d'ouvrages ou d'articles de référence ou si vous connaissez des sites web de qualité traitant du thème abordé ici, merci de compléter l'article en donnant les références utiles à sa vérifiabilité et en les liant à la section « Notes et références ».
 (janvier 2021).
Louis Garneau Sports a été fondée en 1984 par le cycliste québécois Louis Garneau. L'entreprise basée à Saint-Augustin-de-Desmaures dans la région administrative de la Capitale-Nationale est maintenant présente partout dans le monde. L'entreprise se spécialise dans la fabrication d'articles de sports et est à l'origine du concept Ergo-Air.